# Baronia de Gritzena
Baronia ou Baronato de Grítzena ou Grítsena foi um feudo medieval franco do Principado da Acaia, localizado na Messênia oriental, na península do Peloponeso, na Grécia, centrado no assentamento de Grítzena (em grego: Γρίτζενα/Γρίτσενα; em francês: La Grite).

## História
A Baronia de Grítzena foi estabelecida ca. 1209, após a conquista do Peloponeso pelos cruzados, e foi uma das doze baronias seculares originais dentro do Principado da Acaia. As várias versões da Crônica da Moreia menciona que a baronia compreendia quatro feudos de cavaleiros, e esteve localizado na região de Lacos (a planície messênia superior, entre Calamata e Escorta), sob certo Lucas, de quem nada se sabe além de seu nome.
A baronia é pouco conhecida. Permaneceu um remanso de paz até os ataques bizantinos dos anos 1260, e não há evidência de qualquer castelo sendo construído ali; é, portanto, impossível estabelecer sua localização exata. Se a equação de La Grite com Grítzena feita por Antoine Bon estiver correta, a baronia reaparece apenas ca. 1278, quando foi controlada por Godofredo de Durnay, que havia possivelmente recebido-a como compensação da perda de sua família da Baronia de Calávrita para os bizantinos de Mistras. Então desaparece novamente das fontes junto da família Durnay, no fim do século XIII.